# افکار عمومی (کتاب)

افکار عمومی (به فرانسوی: L'Opinion publique) نام یک کتاب ادبی است که توسط آلفرد سووی (Alfred Sauvy)، نویسندهٔ اهل فرانسه نوشته شده‌است. این کتاب یکی از آثار مشهور ادبی جهان است. 